# Pawel Iwanowitsch Argunow
Pawel Iwanowitsch Argunow (russisch Павел Иванович Аргунов, im Deutschen auch als Paul Argunow bezeichnet; * 1768 in St. Petersburg; † 1806 ebenda) war ein russischer Architekt.

## Leben
Argunow war Sohn des leibeigenen Malers Iwan Argunow und wie sein Vater Leibeigener des Grafen Pjotr Scheremetew und nach dessen Tod des Grafen Nikolai Scheremetew. Das Zeichnen lernte er bei seinem Vater. Als Architekt bildete er sich bei Wassili Baschenow in St. Petersburg aus, wobei er auch die St. Petersburger Hofarchitektur studierte.
1793 war Argunow der führende Architekt beim Bau des Schlosstheaters Ostankino des Grafen Nikolai Scheremetew, das im klassizistischen Stil des 18. Jahrhunderts gebaut wurde. Besonders widmete er sich der Sichtbarkeit der Bühne und der Gestaltung des Zuschauerraums.
Argunow wurde auf dem St. Petersburger Wolkowo-Friedhof begraben.